# Esope (informatique)
Pour les articles homonymes, voir Ésope (homonymie).
Esope est un projet de l'Institut national de recherche en informatique et en automatique (IRIA) visant à utiliser une mémoire virtuelle et un partage de ressources, pour permettre un accès simultané à des ordinateurs, à la fin des années 1960, au moment de la pénurie de composants électroniques que tentait de gérer le plan Calcul.
Henri Boucher, ingénieur général de l'armement, qui a supervisé les commandes informatiques de l'armée au cours des années 1960, baptise le projet "Exploitation simultanée d'un ordinateur et de ses périphériques (ESOPE) et recrute pour cela deux ingénieurs de la Marine, Sacha Krakowiak en mai 1968, puis Claude Kaiser en 1969, à mi-temps, rejoints ensuite par d'autres ingénieurs de la Marine nationale, au service de l'une des six "directions de recherche" autonomes créées à l'IRIA, baptisée "structure et programmation des Calculateurs". Le programme subit des départs en 1972 quand la CII et l'IRIA lui préfèrent le concurrent SAM, puis est arrêté en 1974.
Entre-temps, en 1971, Henri Boucher "est éliminé" de l'IRIA, selon lui après "des épisodes qu'il vaut mieux ne pas détailler, compte-tenu des procédés employés". C'est aussi le cas d'une partie de ses chercheurs qui se retrouveront au Centre de programmation de la Marine" au moment où "un nouveau thème est introduit", dont Henri Boucher a "refusé" de se charger, pour l'étude du réseau français de commutation de paquets Cyclades, confié à Louis Pouzin au même moment, période qui voit aussi entrer au directoire le jeune mathématicien Alain Bensoussan, chercheur sur les systèmes Multics et "piloté de loin" par Lions. Le centre de Calcul de l'IRIA est avant le départ d'Henri Boucher "évidemment équipé de matériel CII", comme l'Iris 50, le successeur Iris 80 n'arrivant qu'après.

## Recherches
Esope utilisait une mémoire virtuelle, pour pallier le manque de composants. Démarrant un partage de ressources, avec une pagination à la demande, ce qui a l'avantage de permettre un accès interactif simultanément par plusieurs utilisateurs, le programme coïncide avec recherches sur les "systèmes d'exploitation en temps réel" de Claude Kaiser, faites d'abord à temps partiel, à la même époque, en 1969 et 1970 avec l'aval du service technique des constructions et armes navales de la Marine nationale pour qui il travaille aussi au même moment, sous la direction d'Henri Boucher.
Le travail d'Esope se concentre ainsi sur les problèmes découlant de l'augmentation de puissance et de quantités de données traitées, faisant l'objet de plusieurs publications internationales de Claude Kaiser en 1970 et 1971 puis de sa thèse d'État en 1973.
Alan Woodcock fut la passerelle avec la CII, car chargé de la version C10 du système Siris 8 de l'Iris 80,, en vue relever les limitations d'adressage du Siris 7 de CII 10070, limité à des programmes de moins de 128 Kmots de mémoire virtuelle, Esope lui communiquant les résultats de ses recherches.

## Histoire

### Débuts
Henri Boucher, ingénieur général de l'armement, qui a supervisé les commandes informatiques de l'armée au cours des années 1960, baptise le projet "Exploitation simultanée d'un ordinateur et de ses périphériques" (ESOPE) et recrute d'abord deux ingénieurs de la Marine. En mai 1968, c'est Sacha Krakowiak, polytechnicien et ingénieur du génie maritime depuis cinq ou six ans, où il utilisait "les ordinateurs pour le dépouillement d’essais et la commande de systèmes", recruté avec un statut de "fonctionnaire détaché".
Henri Boucher recrute en 1969, à temps partiel, Claude Kaiser . L'équipe accueille ensuite 2 ingénieurs de plus, Jacques Bétourné et Claude Boulenger, qui ont travaillé sur la modélisation du sous-marin nucléaire. Le cinquième et dernier recrutement est celui de Jean Ferrié et aucun des cinq n'a encore réellement d’expérience dans la construction de systèmes d’exploitation.
Le projet débute à l'été 1968 sur le calculateur CAE 90-80 de la Scientific Data Systems (SDS) vendu sous licence par la Compagnie européenne d'automatisme électronique (CAE), en particulier depuis 1967 pour équiper le réseau électrique d'EDF, et dont le successeur, pour les applications scientifiques et militaires, le Sigma 7 a été décliné sous plusieurs modèles dans les années 1960, y compris après le rachat de SDS par Xerox en 1969. Esope continue sur une maquette de l'ordinateur CII 10070, version remaniée par la CII du Sigma 7, qui sera rapidement remplacée par l'Iris 50 puis l'Iris 80.

### Voyage de la DGI en 1969
Début 1969, l'équipe Esope entre en contact chez Bull, alors filiale de GE depuis 1964, avec Alain Bensoussan, qui rend possible en 1969 une visite auprès de l'équipe de Multics. C'est lui qui accueille au MIT Claude Kaiser et Sacha Krakowiak, lors d'une étape de la visite aux États-Unis organisée par la délégation générale à l'informatique, d'une équipe menée par Alain Montpetit, adjoint de Maurice Allègre, et chargée d'étudier les projets des étudiants informatique américains financés par le Ministère de la Défense américain. Dans la foulée, en octobre 1969, les chercheurs d'Esope participent à la deuxième conférence sur les principes des systèmes d'exploitation avec ceux de Multics, comme Fernando Corbató et Jack Dennis, à l'Université de Princeton, y présentant un "article sur les concepts d’Esope".
Multics, ancêtre d'Unix, était un projet lancé en 1964 par le MIT avec les Laboratoires Bell, qui s'en retirèrent la même année, un 3e partenaire, GE y restant, avant de céder en 1970 son département informatique à Honeywell, qui fusionnera la même année avec Bull. Ainsi, Alain Bensoussan deviendra l'un des futurs concepteurs du système d'exploitation HB 64 après une troisième fusion celle de Honeywell-Bull avec la CII, annoncée après son élection de mai 1974 par le président Valéry Giscard d'Estaing.

### Ecole d'été d'EDF en septembre 1969
L'équipe est invitée en septembre 1969 par EDF pour une école d'été de trois semaines durant laquelle trois conférenciers prestigieux interviennent E.W. Dijkstra, B. Randell, H. Whitfield. Du 7 au 26 septembre 1969, EDF organise au château de Bréau-sans-Nappe, qu'elle a acheté en 1956, cette école d’été, consacrée aux systèmes d’exploitation, à laquelle participent Louis Pouzin et l'informaticien néerlandais Edsger Dijkstra, qui recevra en 1972 le prix Turing pour ses contributions sur les langages de programmation. Les ingénieurs 'Esope ont "la chance de participer" car Dijkstra est alors en train de "jeter les bases scientifiques de la synchronisation".

### Concurrence française intégrée par la CII fin 1969
Au même moment, le CERA (Centre d'études et de recherches en automatique) de l'école d'ingénieurs Sup'Aéro, tente depuis 1967 la même chose, sous la direction du polytechnicien Jean-Paul Rossiensky et Vincent Tixier: c'est le projet SAM,. Le gouvernement français demande alors fusion avec le projet similaire de l'IRIA, mais c'est impossible car chacun des projets a déjà défini son propre langage d'assemblage.
Fin 1969, les concepteurs du projet SAM à école d'ingénieurs Sup'Aéro embauchés pour en développer une version au centre de recherche de la CII. Ils renoncent ensuite à SAM pour se concentrer sur une nouvelle version améliorée du CII 10070: l'Iris 50 annoncée au Sicob de septembre 1968 n'a plus de marché, les clients attendant l'Iris 80 annoncée dès le Sicob de septembre 1969, avec l'aide de l'IRIA, mais encore sans logiciel, car elle inclut désormais des fonctionnalités qui monteront jusqu'à 4 processeurs simultanés, ainsi qu'un logiciel de routage, Transiris. Travaillant alors aussi au CEA de Saclay, Jean-Paul Rossiensky a ensuite rejoint la Sligos en 1970.

### Deuxième plan Calcul d'août 1971
L'effectif d'Esope est toujours au complet, au moment où est annoncé le 3 août 1971 le deuxième plan Calcul. À partir de là, en 1971-1972, la CII oppose un refus courtois à toute collaboration approfondie avec Esope, malgré les bonnes relations personnelles avec l'équipe Esope d'un de ses concepteurs, Alan Woodcock. En 1971-1972, la CII est en effet très impliquée dans les projets Cyclades et Unidata, qui peuvent lui faire réaliser à moyen terme d'importantes économies d'échelle et met l'accent sur la propriété industrielle de son premier ordinateur 100% CII, l'Iris 80, sorti en février 1972.
Début 1972, le système Ésope fonctionnait et servait 16 terminaux.
Ésope a été brutalement arrêté en 1972: l'équipe est dispersée après le changement de direction à l'IRIA du 1er juin 1972, quand André Danzin remplace Michel Laudet, en application d'une décision annoncée le 25 février 1972, ce qui entraine "une réorganisation des activités" et "des restructurations et redéfinitions". 
Elle subit le départ en octobre 1972 de Bétourné et Jacques Mossière que Sacha Krakowiak rejoint à la mi-1973, alors qu'elle avait eu pratiquement eu carte blanche pendant 3 ans, pour travailler à plein temps sur Esope, sans guère de contraintes administratives. Ce dernier et Claude Kaiser passent alors leurs thèses d’État à l'Université Paris 6.

### Arrêt du projet Esope en 1974
En 1974, l'arrêt du projet Esope est décidé sans consultation ni expertise sérieuse[réf. nécessaire], malgré le succès du symposium sur les systèmes d'exploitation qui réunit 200 personnes à l'IRIA en avril 1974, dont de nombreux ingénieurs et chercheurs étrangers. C'est la période des doutes sur la pérénnité des objectifs du Plan calcul lui aussi supprimé par l'autorité politique, y compris concernant le transfert de résultats de recherche vers l'industrie.
Les années 1974-80 voient ensuite aussi le gel des postes et des bourses doctorales, tout comme l'arrêt des acquisitions de matériel indispensables aux chercheurs, sur fond de premier choc pétrolier, ce que déplore Sacha Krakowiak, parti enseigner à Grenoble, où un centre scientifique IBM du campus a fermé en 1974, "remplacé par un centre CII", et qui, observe qu'Unix, "en pleine expansion" aux Etats-Unis, "tournait sur le mini-ordinateur PDP-11, tandis qu'en France le mini-ordinateur Mitra 15 est séparé de l'Iris 80 pour le confier à la SEMS, du groupe Thomson.